# Кодзакай
34°48′14″ пн. ш. 137°4′3″ сх. д. / 34.80389° пн. ш. 137.06750° сх. д.
Кодзака́й (яп. 小坂井町, こざかいちょう, МФА: [kod͡zakai̯ t͡ɕoː]) — містечко в Японії, в повіті Хой префектури Айті. Існувало протягом 1926 — 2011 років. Розташовувалося в південно-східній частині префектури. Отримало статус містечка 12 вересня 1926 року. Площа становила 9,92 км². Станом на 2010 року населення становило 22 240 осіб, густота населення — 1055 осіб/км². 1 лютого 2010 року увійшло до складу міста Тойокава.